# Lega Nazionale A 1976-1977
L'edizione 1976-1977 della Lega nazionale A vide la vittoria finale del Basilea. Capocannoniere del torneo fu Franco Cucinotta (Zurigo), con 28 reti.

## Stagione

### Novità
Dalla Lega Nazionale A 1975-1976 sono stati retrocessi in Lega Nazionale B il Lugano, il La Chaux-de-Fonds e il Biel/Bienne, mentre dalla Lega Nazionale B 1975-1976 è stato promosso il Bellinzona.

## Classifica finale
|  | Pos. | Squadra         | Pt | G  | V  | N  | P  | GF | GS | DR  |
|  | ---- | --------------- | -- | -- | -- | -- | -- | -- | -- | --- |
|  | 1.   | Servette        | 35 | 22 | 14 | 7  | 1  | 68 | 27 | +41 |
|  | 2.   | Basilea         | 33 | 22 | 14 | 5  | 3  | 54 | 30 | +24 |
|  | 3.   | Zurigo          | 31 | 22 | 12 | 7  | 3  | 49 | 18 | +31 |
|  | 4.   | Neuchâtel Xamax | 27 | 22 | 10 | 7  | 5  | 37 | 27 | +10 |
|  | 5.   | Young Boys      | 25 | 22 | 8  | 9  | 5  | 37 | 34 | +3  |
|  | 6.   | Grasshoppers    | 22 | 22 | 7  | 8  | 7  | 41 | 28 | +13 |
|  | 7.   | Losanna         | 22 | 22 | 8  | 6  | 8  | 39 | 31 | +8  |
|  | 8.   | Chênois         | 20 | 22 | 6  | 8  | 8  | 29 | 39 | -10 |
|  | 9.   | Sion            | 18 | 22 | 4  | 10 | 8  | 19 | 32 | -13 |
|  | 10.  | San Gallo       | 16 | 22 | 5  | 6  | 11 | 26 | 40 | -14 |
|  | 11.  | Bellinzona      | 8  | 22 | 3  | 2  | 17 | 19 | 73 | -54 |
|  | 12.  | Winterthur      | 7  | 22 | 1  | 5  | 16 | 19 | 58 | -39 |

Legenda:

      Qualificate alla poule scudetto.
      Qualificate alla poule retrocessione.
Note:

Due punti a vittoria, uno a pareggio, zero a sconfitta.

## Poule scudetto
I punti conquistati nella stagione regolare vengono dimezzati e arrotondati all'intero superiore.
|  | Pos. | Squadra         | Pt | G  | V | N | P | GF | GS | DR  |
|  | ---- | --------------- | -- | -- | - | - | - | -- | -- | --- |
|  | 1.   | Basilea         | 29 | 10 | 5 | 2 | 3 | 19 | 16 | +3  |
|  | 2.   | Servette        | 29 | 10 | 5 | 1 | 4 | 16 | 14 | +2  |
|  | 3.   | Zurigo          | 27 | 10 | 5 | 1 | 4 | 24 | 18 | +6  |
|  | 4.   | Grasshoppers    | 23 | 10 | 5 | 2 | 3 | 15 | 10 | +5  |
|  | 5.   | Neuchâtel Xamax | 21 | 10 | 3 | 1 | 6 | 14 | 18 | -4  |
|  | 6.   | Young Boys      | 20 | 10 | 3 | 1 | 6 | 12 | 24 | -12 |

Legenda:

      Campione di Svizzera e qualificata in Coppa dei Campioni 1977-1978
      Vincitrice della Coppa Svizzera e qualificata in Coppa delle Coppe 1977-1978
      Qualificate in Coppa UEFA 1977-1978.
Note:

Due punti a vittoria, uno a pareggio, zero a sconfitta.
Punti di partenza:
- Servette 18
- Basilea 17
- Zurigo 16
- Neuchâtel Xamax 14
- Young Boys 13
- Grasshoppers 11

### Spareggio scudetto
| Basilea | 2 – 1 | Servette |

## Poule retrocessione
I punti conquistati nella stagione regolare vengono dimezzati e arrotondati all'intero superiore.
|  | Pos. | Squadra    | Pt | G  | V | N | P | GF | GS | DR  |
|  | ---- | ---------- | -- | -- | - | - | - | -- | -- | --- |
|  | 1.   | Losanna    | 28 | 10 | 7 | 3 | 0 | 24 | 7  | +17 |
|  | 2.   | Chênois    | 24 | 10 | 5 | 4 | 1 | 24 | 13 | +11 |
|  | 3.   | Sion       | 19 | 10 | 5 | 0 | 5 | 18 | 17 | +1  |
|  | 4.   | San Gallo  | 16 | 10 | 3 | 2 | 5 | 18 | 19 | -1  |
|  | 5.   | Winterthur | 13 | 10 | 3 | 3 | 4 | 11 | 14 | -3  |
|  | 6.   | Bellinzona | 6  | 10 | 0 | 2 | 8 | 7  | 32 | -25 |

Legenda:

      Retrocessa in Lega Nazionale B 1977-1978.
Note:

Due punti a vittoria, uno a pareggio, zero a sconfitta.
Punti di partenza:
- Losanna 11
- Chênois 10
- Sion 9
- San Gallo 8
- Bellinzona 4
- Winterthur 4

## Statistiche

### Classifica marcatori (stagione regolare)
| Gol |  |  | Giocatore         | Squadra         |
| --- |  |  | ----------------- | --------------- |
| 21  |  |  | Franco Cucinotta  | Zurigo          |
| 14  |  |  | Umberto Barberis  | Servette        |
| 13  |  |  | Hans-Jörg Pfister | Servette        |
| 11  |  |  | Claude Andrey     | Servette        |
| 11  |  |  | Martin Chivers    | Servette        |
| 11  |  |  | Jean-Michel Elsig | Neuchâtel Xamax |
| 11  |  |  | Bernd Lorenz      | Young Boys      |
| 11  |  |  | Walter Seiler     | Grasshoppers    |

### Classifica marcatori (completa)
| Gol |  |  | Giocatore             | Squadra         |
| --- |  |  | --------------------- | --------------- |
| 28  |  |  | Franco Cucinotta      | Zurigo          |
| 17  |  |  | Umberto Barberis      | Servette        |
| 17  |  |  | Jean-Michel Guillaume | Losanna         |
| 16  |  |  | Martin Chivers        | Servette        |
| 16  |  |  | Jean-Michel Elsig     | Neuchâtel Xamax |
| 15  |  |  | Ali Manai             | Chênois         |
| 15  |  |  | Hans-Jörg Pfister     | Servette        |
| 15  |  |  | Peter Risi            | Zurigo          |

## Verdetti finali
- Basilea Campione di Svizzera 1976-1977 e qualificato alla Coppa dei Campioni 1977-1978.
- Young Boys vincitore della Coppa Svizzera 1976-1977 e qualificato alla Coppa delle Coppe 1977-1978.
- Servette e Zurigo qualificate alla Coppa UEFA 1977-1978.
- Winterthur e Bellinzona retrocesse in Lega nazionale B.